# Euryglossina globuliceps
Euryglossina globuliceps är en biart som först beskrevs av Cockerell 1918.  Euryglossina globuliceps ingår i släktet Euryglossina och familjen korttungebin. Inga underarter finns listade i Catalogue of Life.

## Bildgalleri

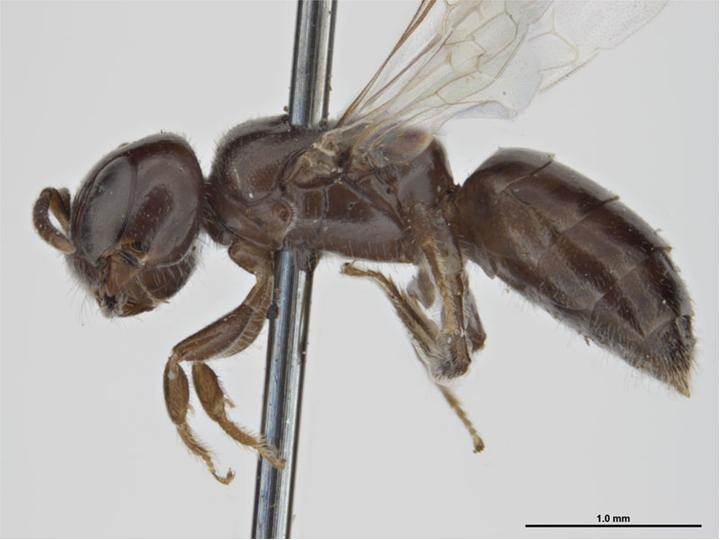